# Запорожское (Ленинградская область)
Запоро́жское (до 1948 года Метсяпиртти, фин. Metsäpirtti) — посёлок, административный центр Запорожского сельского поселения Приозерского района Ленинградской области.

## Название
Топоним Метсяпиртти в дословном переводе с карельского означает «лесная изба».
По постановлению общего собрания граждан селения Метсяпиртти зимой 1948 года деревня получила наименование Запорожье. В основу топонимического новообразования легли, очевидно, местные «природные признаки». Переименование в форме Запорожское было закреплено указом Президиума ВС РСФСР от 13 января 1949 года.

## История
В районе современного посёлка находятся следы варяжского присутствия IX—XI веков.
Деревня на Чеперти (или Нечеперть) отмечена в писцовой книге Водской пятины 1539 года.

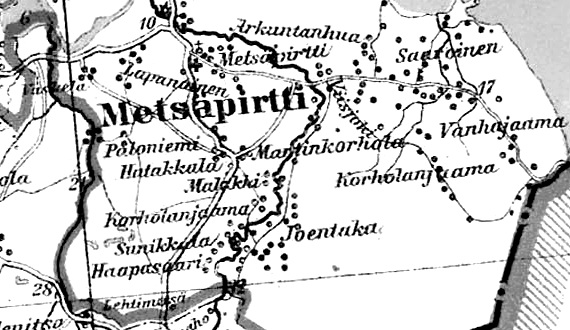
Деревня Метсяпиртти на карте 1923 года

В 1791—1792 годах построена финская лютеранская церковь. Перестроена в 1841 году, закрыта в 1940 году.
До 1939 года деревня Метсяпиртти входила в состав одноимённой волости Выборгской губернии Финляндской республики.
С мая 1940 года — в составе Малакского сельсовета Раутовского района Ленинградской области.
С 1 июля 1941 года по 31 мая 1944 года финская оккупация.
С октября 1948 года деревня Метсяпиртти стала учитываться в составе Денисовского сельсовета Сосновского района
С января 1949 года деревня стала учитываться как посёлок Запорожское в составе Денисовского сельсовета Сосновского района.
С октября 1956 года — в составе Запорожского сельсовета Сосновского района.
С декабря 1960 года — в составе Приозерского района.
С 1 февраля 1963 года — в составе Запорожского сельсовета Выборгского района.
С 1 января 1965 года — вновь в составе Запорожского сельсовета Приозерского района. В 1965 году население посёлка составляло 466 человек.
По данным 1966 и 1973 годов посёлок Запорожское входил в состав Запорожского сельсовета и являлся его административным центром.
По данным 1990 года посёлок Запорожское являлся административным центром Запорожского сельсовета в который входили семь населённых пунктов, общей численностью населения 1918 человек. В самом посёлке Запорожское проживали 1516 человек.
В 1997 году в посёлке Запорожское Запорожской волости проживали 1810 человек, в 2002 году — 1851 человек (русские — 86 %), посёлок являлся административным центром волости.
В 2007 году в посёлке Запорожское Запорожского СП проживали 1926 человек, в 2010 году — 2205 человек, посёлок являлся административным центром сельского поселения.

## География
Посёлок расположен в юго-восточной части района на автодороге 41К-012 (Санкт-Петербург — Приозерск) в месте её пересечения автодорогой 41А-025 (Ушково — Пятиречье).
Расстояние до районного центра — 94 км.
Расстояние до ближайшей железнодорожной станции Сосново — 18 км.
Через посёлок протекает река Вьюн и ручей Полянный.

## Демография
| 2007 | 2010  | 2017  |
| ---- | ----- | ----- |
| 1926 | ↗2205 | ↘2165 |

## Фото

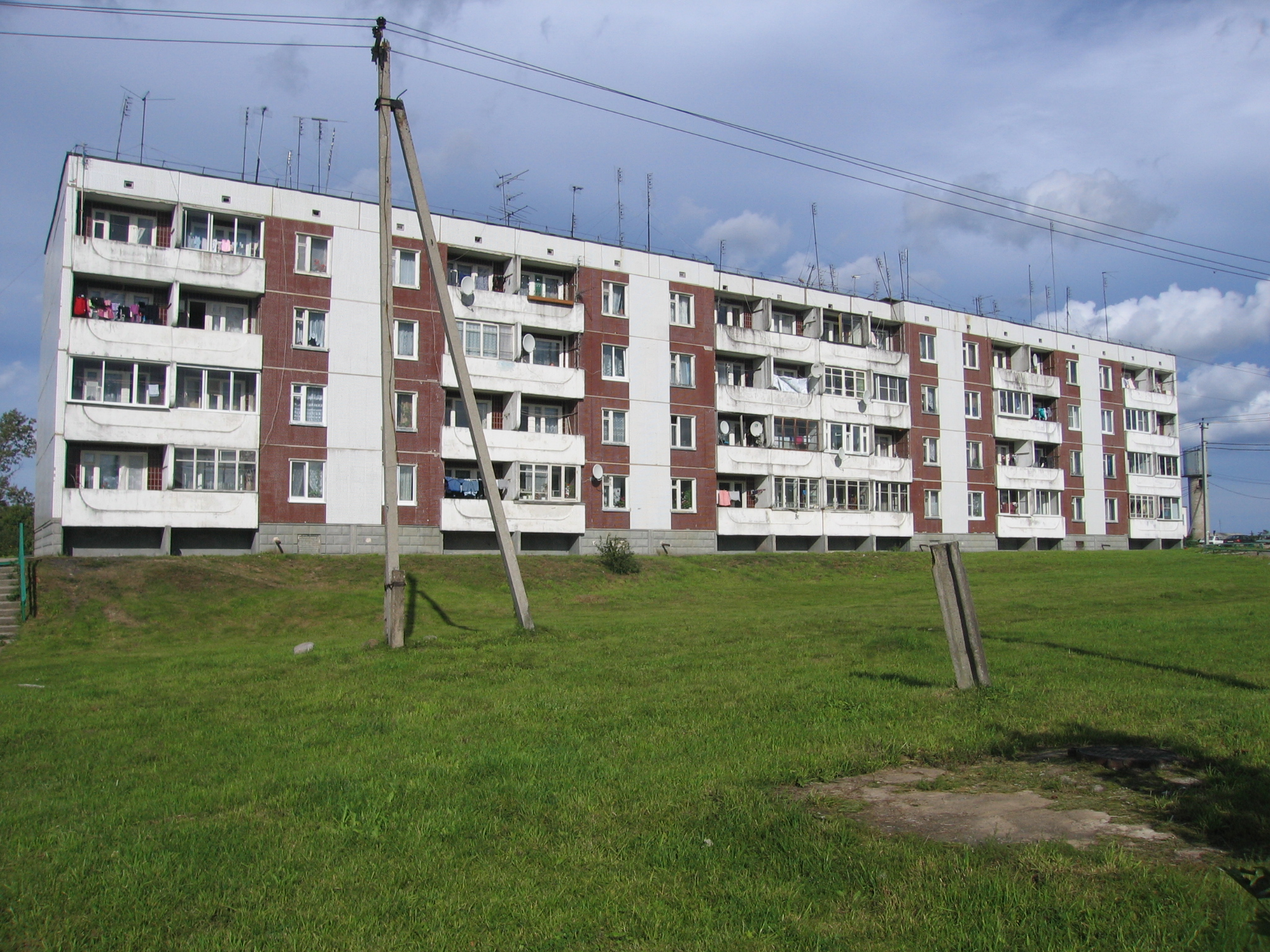
Жилой дом
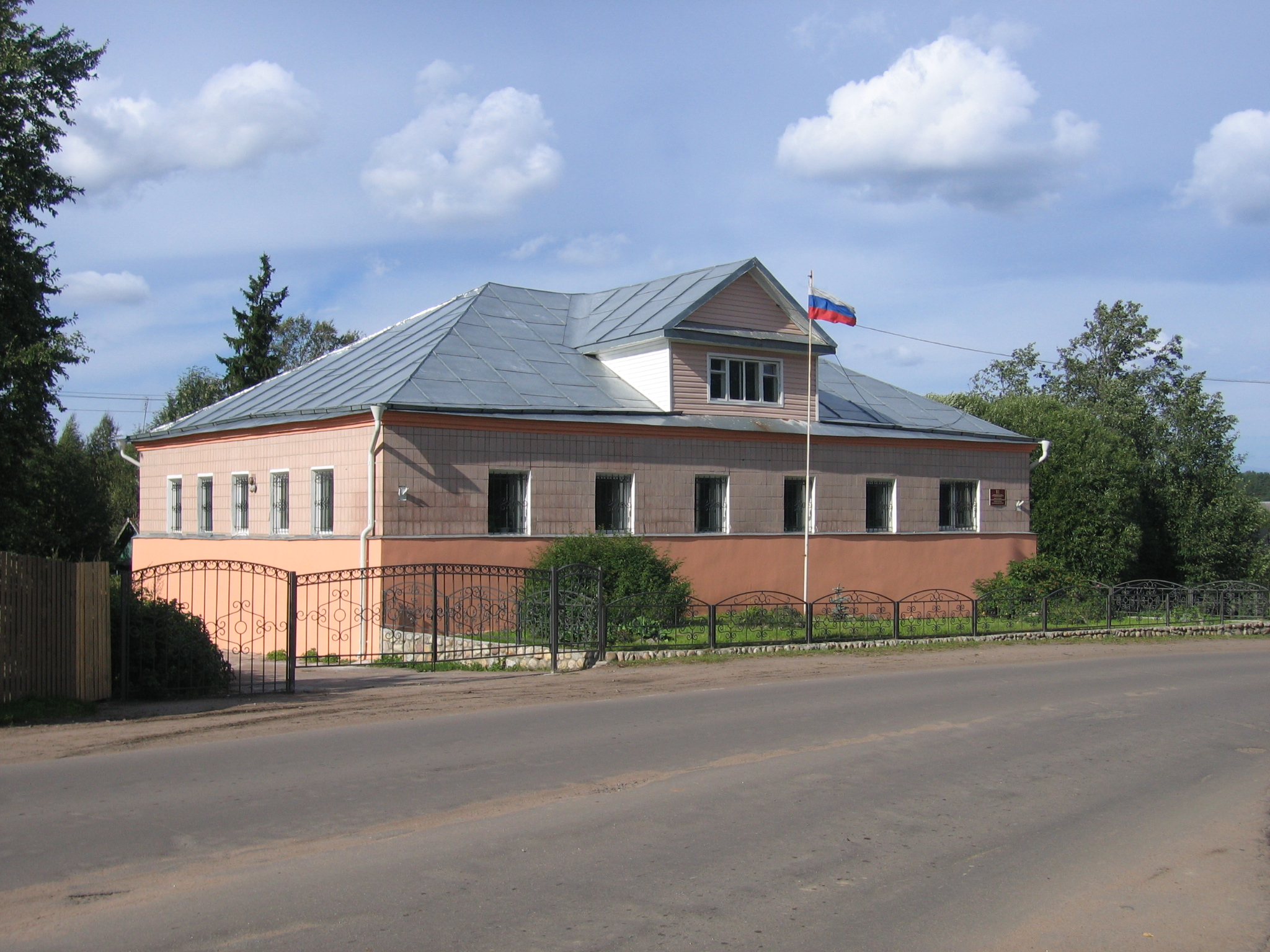
Администрация
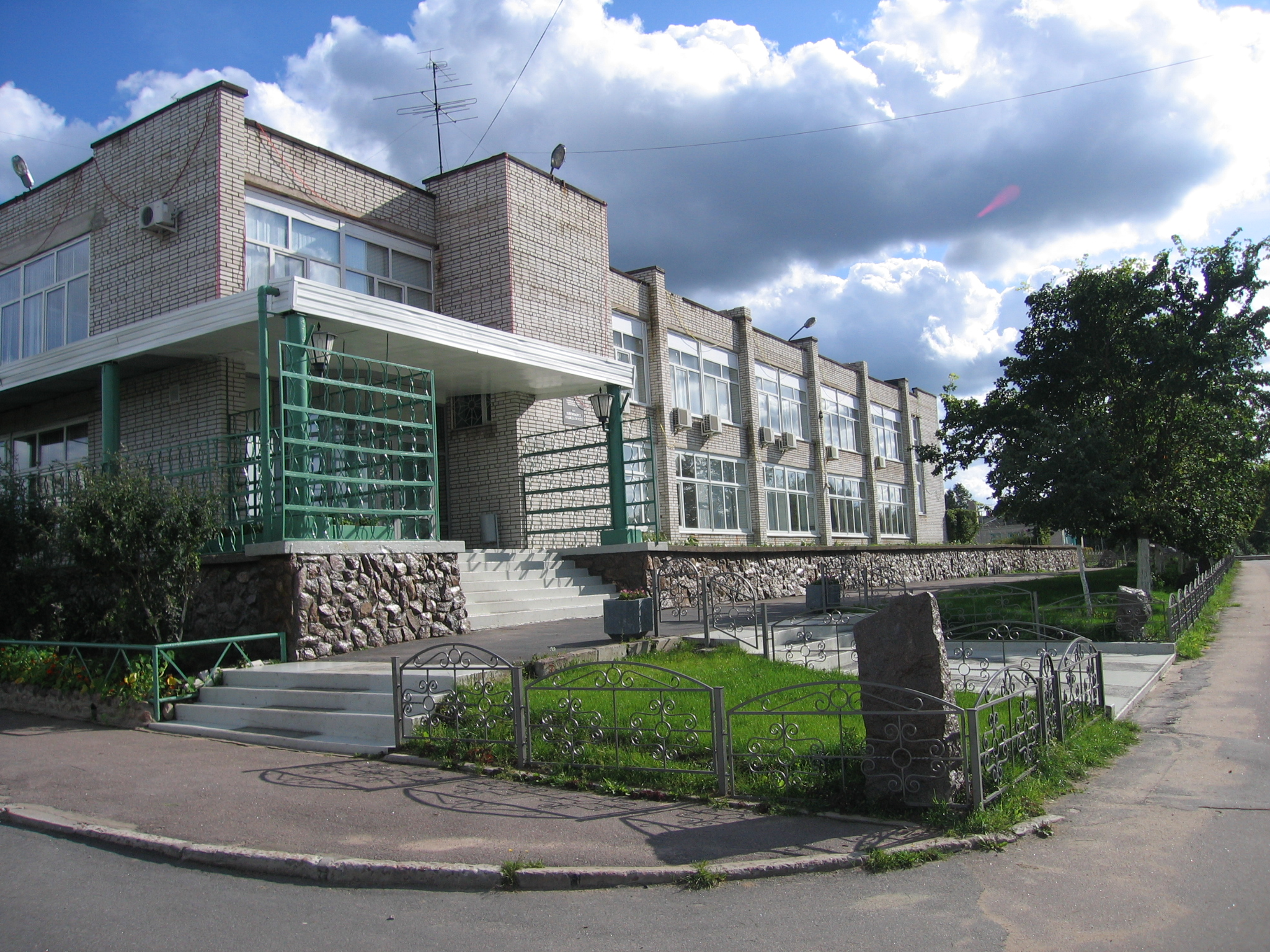
Административное здание

## Улицы
Александровская, Бурная, Вологодская, Выборгский переулок, Гражданская, Заповедная, Заречная, Земляничная, Карельская, Ладожская, Ленинградская, Летний переулок, Луговая, Механизаторов, Молодёжная, Московская, Набережная, Новгородская, Ново-Ладожская, Новосёлов, Ольховая, Победы, Полянная, Понтонная, Прибрежная, Промышленная, Псковский переулок, Северная, Северный квартал, Советская, Солнечная, Твардовского, Хвойная.